# Oeventrop
Oeventrop (pronunciaciónⓘ) es un antiguo municipio independiente y actual distrito de la ciudad de Arnsberg en Sauerland en el estado de Renania del Norte-Westfalia, perteneciente al distrito administrativo de Arnsberg, en Alemania. Oeventrop se divide en los distritos informales Oeventrop, Dinschede y Glösingen. Conocido en toda la región es el festival de tiro del lugar, que tiene lugar anualmente el primer fin de semana de julio y es uno de los más grandes de Sauerland.
El Río Ruhr fluye por el medio del pueblo
Oeventrop tiene poco más 6000 habitantes, en su mayoría católicos. La iglesia en el pueblo lleva el nombre de "Heilige Familie" ("Sagrada Familia").
La atleta de Taekwondo Helena Fromm nació en Oeventrop. Ella ganó la medalla de bronce en los Juegos Olímpicos de Londres 2012.